# Bālkonda
Bālkonda är en ort i Indien.   Den ligger i distriktet Nizamabad District och delstaten Telangana, i den centrala delen av landet, 1 100 km söder om huvudstaden New Delhi. Bālkonda ligger 355 meter över havet och antalet invånare är 7 000.
Terrängen runt Bālkonda är platt. Runt Bālkonda är det tätbefolkat, med 476 invånare per kvadratkilometer. Närmaste större samhälle är Mortād, 15,0 km öster om Bālkonda. Trakten runt Bālkonda består till största delen av jordbruksmark.